# آلیسون سوابی
آلیسون سوابی (انگلیسی: Allyson Swaby؛ زادهٔ ۳ اکتبر ۱۹۹۶) بازیکن فوتبال اهل جامائیکا است.
از باشگاه‌هایی که در آن بازی کرده‌است می‌توان به باشگاه فوتبال زنان آ.اس. رم اشاره کرد.
وی همچنین در تیم‌های ملی فوتبال United States women's national under-20 soccer team و زنان جامائیکا بازی کرده‌است.